# Flagge Argentiniens
Die Flagge Argentiniens zeigt drei gleich breite horizontale Streifen: hellblau (spanisch celeste, „himmelblau“) oben und unten, weiß dazwischen.
Über dem weißen Streifen in der Mitte der Flagge ist eine Sonne mit abwechselnd 16 geraden und 16 geflammten Sonnenstrahlen abgebildet. Überliefert ist, dass der General und Politiker Manuel Belgrano zu diesem Symbol inspiriert wurde, als er während der Schlacht von Paraná in den Himmel schaute. In früheren Flaggen Argentiniens und als Landeswappen wurde mit der Sol de Mayo (Maisonne, auch Inkasonne genannt) bereits ein ähnliches Sonnensymbol verwendet. Die Darstellung der Sonne ist identisch mit der Sonne auf den ersten argentinischen Münzen. Die Sonnenscheibe mit einem Gesicht, umgeben von Sonnenstrahlen, symbolisierte in der Inka-Mythologie den Sohn Inti des göttlichen Schöpfers Viracocha.
Früher wurde die Flagge ohne Sonne in Friedenszeiten, die Flagge mit Sonne in Kriegszeiten verwendet. Später unterschied man zwischen der in offizieller Funktion verwendeten Flagge (mit Sonne) und Flaggen des privaten Gebrauchs (ohne Sonne). Heute können beide Versionen nach Belieben verwendet werden.

## Geschichte
Am 25. Mai 1810 beginnt mit den ersten Bestrebungen, durch einen Aufstand in Buenos Aires die Unabhängigkeit von Spanien zu erlangen, die Geschichte der argentinischen Flagge. Zunächst wurden zweifarbige Flaggen verwendet, die die Farben der Stadt Buenos Aires, weiß und rot, zeigten, die seit der britischen Besetzungen 1806/1807 geführt wurden. Rot symbolisierte für die Vertreter der Unabhängigkeitsbemühungen die Freiheit und weiß die Einheit.

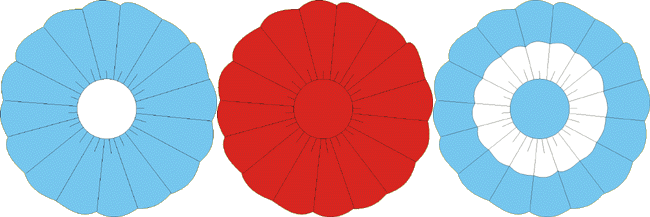
Die argentinischen Kokarden
weiß-blau: 1810; rot: 1811; blau-weiß-blau: 1812

Im August 1810 bildete José de Moldes, ein Vertreter der Fraktion, die bedingungslos mit Spanien brechen wollte, zwei Militäreinheiten, die er als Erkennungszeichen mit einer hellblau und weißen Kokarde ausstattete. Hellblau stand für die Provinzen des Río de la Plata und weiß für die Tyrannei durch Spanien. Im Dezember des gleichen Jahres beantragte er auch die Schaffung einer nationalen Kokarde in diesen Farben durch die provisorische Regierung.
Nach dem Verbot der hellblau-weißen Kokarden durch Cornelio Saavedra, der nicht gänzlich mit Spanien brechen und einen graduellen Übergang zu mehr Selbstständigkeit wollte, wurden diese im April 1811 durch einfarbig rote Kokarden, wie sie die Spanier verwendeten, ausgetauscht und mit weißen Bändern versehen.
Am 18. Februar 1812 legte die Junta, die erste provisorische Regierung, deren Mitglieder Feliciano Antonio Chiclana, Manuel de Sarratea Altoguirre und Juan José Paso waren, fest, dass statt der roten Kokarde wieder eine mit den Farben hellblau und weiß verwendet werden sollte:
| En acuerdo de hoy se ha resuelto que desde esta fecha en adelante, se haya, reconozca y use la Escarapela Nacional de las Provincias Unidas del Río de la Plata, declarándose por tal la de dos Colores blanco y azul Celeste; y quedando abolida la roja con que antiguamente se distinguían. | Übersetzung: Heute wurde bestimmt, dass ab diesem Tage, die nationale Kokarde der Vereinigten Provinzen des Río de la Plata anerkannt und benutzt werden solle. Als nationale Kokarde wird diejenige in den zwei Farben weiß und hellblau bestimmt. Die rote Kokarde, die bisher als Erkennungszeichen genutzt wurde, ist abgeschafft. |

die Fahne Belgranos vom 25. Mai 1812

Manuel Belgrano, der Sprecher der Junta, ließ sich hiervon zu einer Flagge inspirieren. Am 27. Februar 1812 wurde zum ersten Mal eine hellblau-weiße Flagge nahe der Stadt Rosario gehisst, als dort zwei Festungen eingeweiht wurden. Er teilte der Junta mit:
| Siendo preciso enarbolar bandera y no teniéndola la mandé hacer blanca y celeste conforme a los colores de la escarapela nacional; espero que sea de la aprobación de V.E. | Übersetzung: Ich fühlte, dass es richtig sei, eine Flagge zu hissen, und da ich keine hatte, habe ich eine weiße und hellblaue machen lassen, entsprechend den Farben der nationalen Kokarde; ich hoffe, dass dies von Ihren Exzellenzen gebilligt wird. |

Die Regierung missbilligte diese Tat als politisch unvorsichtig und empfahl Belgrano, die Flagge zu entfernen und die rot-gelbe Flagge der Festung in Buenos Aires zu benutzen, also die Farben Spaniens. Allerdings erreichte Belgrano nie der Befehl vom 3. März, diese Flagge nicht zu verwenden, und so ließ er eine Flagge anfertigen, die am zweiten Jahrestag der Mairevolution (25. Mai 1812) in der Stadt San Salvador de Jujuy gehisst wurde. Die Regierung interpretierte dies als Befehlsverweigerung und forderte ihn am 27. Juni abermals auf, diese Flagge nicht zu verwenden. Am 18. Juli 1812 antwortete Belgrano, dass er bereit sei, die Flagge einzuholen und sie bis zum Tag der letzten Schlacht nicht verwenden werde.

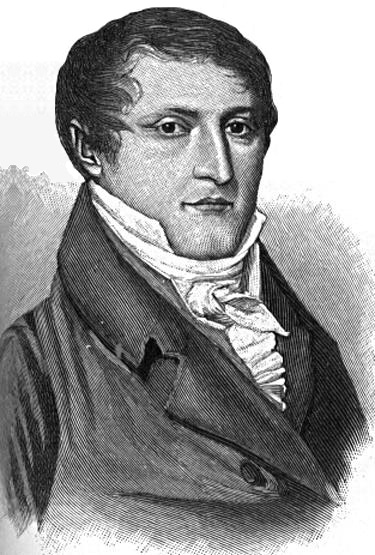
Manuel Belgrano

Zum zweiten Jahrestag der Mairevolution von Buenos Aires am 25. Mai 1812 ließ Belgrano eine weiße Fahne mit dem Siegel der Souveränen Versammlung anfertigen und am Jahrestag in der Hauptkirche von San Salvador de Jujuy von Domherr Juan Ignacio de Gorriti segnen. Diese Bandera Nacional de Nuestra Libertad Civil genannte Fahne schenkte er dem jujenischen Volk im Jahre 1813 als Dank für die Unterstützung im Unabhängigkeitskampf, besonders in der Schlacht von Salta. Die Fahne wird heute im Flaggensaal des Gouverneurspalasts von Jujuy aufbewahrt und ist heute die Flagge der Provinz Jujuy. Das auf der Fahne abgebildete Siegel zeigt in seiner Mitte zwei sich schüttelnde Hände, die die Einigkeit und Brüderlichkeit der argentinischen Provinzen symbolisieren sollen. Die beiden Hände halten gleichzeitig einen Stab, auf dem eine phrygische Mütze liegt. Der Stab soll die Bereitschaft zur Verteidigung der Freiheit darstellen. Die Mütze soll in Anlehnung an die Jakobiner während der Französischen Revolution die republikanische Gesinnung der Argentinier symbolisieren. Die Hände stehen vor einem zweigeteilten Hintergrund, mit den Farben hellblau und weiß, den Farben des Himmels. Am oberen Rand der Ellipse sieht man eine aufgehende Sonne, ein Symbol, welches sich auch auf der Flagge Argentiniens wiederfindet. Die aufgehende Sonne symbolisiert den Aufstieg Argentiniens. Um die Ellipse herum rankt sich Lorbeer, welcher den Sieg im Unabhängigkeitskampf darstellt.
Im Januar 1813 ließ Belgrano eine dritte Fahne anfertigen, die er nach Abstimmung mit der Regierung nicht als Staatsflagge, sondern als Fahne seiner Streitkräfte mit sich führte. Das Volk aber sah diese Fahne als die Nationalflagge an, auch wenn sie nur zwei Streifen hatte und nicht, wie in Buenos Aires vereinzelt im Gebrauch, drei Streifen. Belgrano vereidigte am 13. Februar seine Truppen auf diese Fahne und führte sie erstmals am 20. Februar 1813 in die Schlacht. Diese Fahne wurde am 13. November 1813 in der Schlacht von Ayohuma zum letzten Mal verwendet.

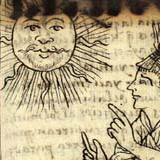
Darstellung des Sonnengotts Inti (1616)

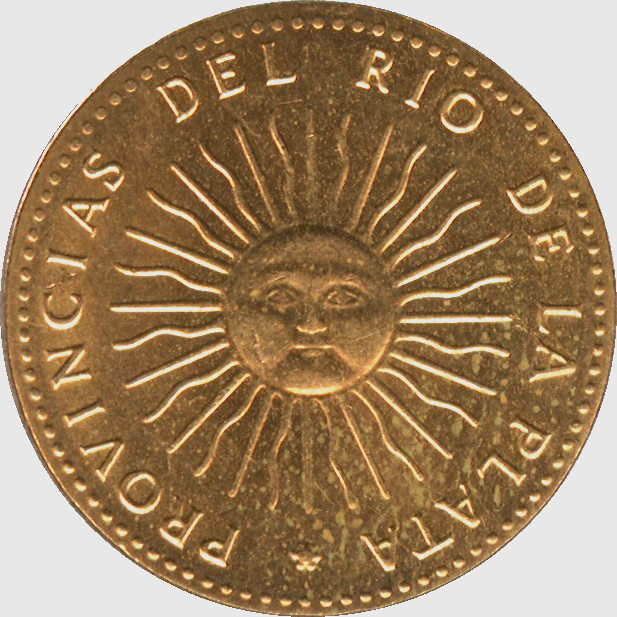
Erste argentinische Münze von 1813

Ab April 1813 ist die Verwendung der Inkasonne/Maisonne auf Münzen nachgewiesen. Die Sonnenscheibe mit einem Gesicht, umgeben von Sonnenstrahlen, symbolisierte in der Inkamythologie den Sohn Inti des göttlichen Schöpfers Viracocha. Die erste argentinische Münzen dienten später als Vorlage für die Sonne in der Flagge.
Am 9. Juli 1816 erklärte der Kongress von Tucumán die Unabhängigkeit der Provincias Unidas del Río de la Plata (Name Argentiniens um 1816) von Spanien, welches nach der französischen Fremdherrschaft durch Napoleons Bruder Joseph Bonaparte und dem Spanischen Unabhängigkeitskrieg stark geschwächt war. Der Kongress akzeptierte die hellblau-weiß-hellblaue Flagge am 20. Juli 1816 als die Nationalflagge. Der Text des Beschlusses lautet wie folgt:
| Elevadas las Provincias Unidas en Sud América al rango de una Nación después de la declaratoria solemne de su independencia, será su peculiar distintivo la bandera celeste y blanca que se ha usado hasta el presente y se usará en lo sucesivo exclusivamente en los Ejércitos, buques y fortalezas, en clase de Bandera menor, ínterin, decretada al término de las presentes discusiones la forma de gobierno más conveniente al territorio, se fijen conforme a ella los jeroglíficos de la Bandera nacional mayor. Comuníquese a quienes corresponda para su publicación. Francisco Narciso de Laprida, Presidente. Juan José Paso, Diputado Secretario. | Übersetzung: Nachdem die Vereinigten Provinzen in Südamerika durch die feierliche Erklärung ihrer Unabhängigkeit in den Rang einer Nation aufgestiegen sind, sei ihr besonderes Erkennungszeichen die hellblau-weiße Flagge, welche bisher und in Zukunft ausschließlich durch das Militär, auf Schiffen und in Festungen als mindere, provisorische Flagge geführt wurde bzw. geführt wird; je nachdem welche entsprechend den gegenwärtigen Diskussionen als zweckmäßigste Regierungsform für das Territorium bestimmt wurde, werden dieser entsprechend die Symbole der großen nationalen Flagge festgelegt. An diejenigen übermittelt, die mit der Veröffentlichung betraut sind, durch Francisco Narciso de Laprida, Präsident. Juan José Paso, Abgeordneter und Schriftführer. |

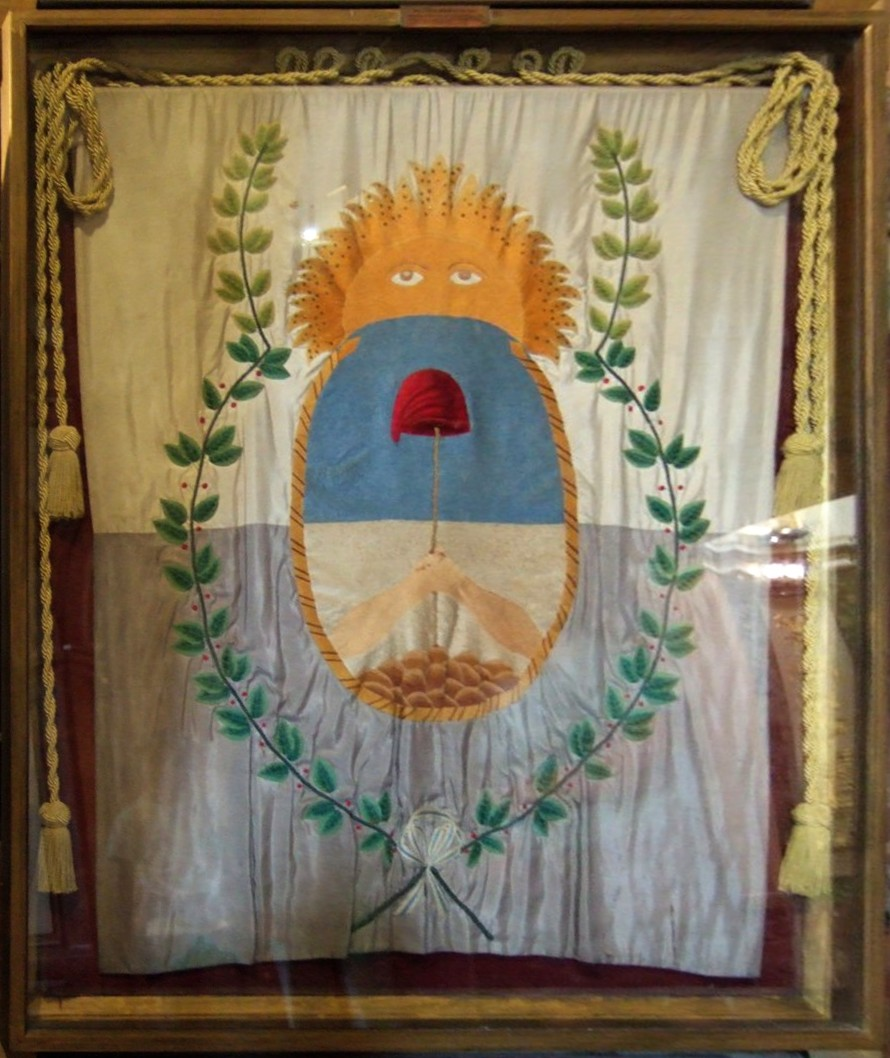
Bandera de los Andes – Fahne der Anden-Armee 1817

Die Anden-Armee (Ejército de los Andes) des südamerikanischen Freiheitskämpfers José de San Martín benutzte 1817 und 1818 eine hellblau-weiße Fahne, die aber keinen dritten hellblauen Streifen aufwies, obwohl 1816 die hellblau-weiß-hellblaue Flagge vom Kongress verabschiedet worden war. Sie war mit dem Siegel der Regierung versehen und ist heute die Flagge der Provinz Mendoza.
Am 9. Januar 1818 bat der Oberste Direktor der Regierung Pueyrredón den Kongress zu bestimmen, wie die Flagge zu verwenden sei. Der Kongress antwortete am 25. Februar 1818, dass die Nationalflagge zwei Farben haben solle, weiß und blau, wie bisher, und dass die Kriegsflagge eine Sonne in der Mitte haben solle.
Originaltext: „… en orden a las diferencias de las banderas nacionales y a la divisa de los generales en campaña, el que expuso sobre lo primero, que era del parecer que sirviendo para toda bandera nacional los dos colores blanco y azul en el modo y forma acostumbrada fuese distintivo peculiar de la bandera de guerra un sol pintado en medio de ella, cuyo proyecto, adoptado por la sala después de algunas reflexiones, quedó aprobado.“
Auch wenn hier von blau gesprochen wird, so war weiterhin hellblau gemeint und nicht das dunkelblau, welches in der Zeit von 1830 bis 1878 verwendet wurde.
Besonders in der Anfangszeit bis 1830 waren viele offizielle und inoffizielle Varianten der Nationalflagge im Gebrauch. Häufige, aber falsche Varianten waren hierbei, dass die Sonne etwas nach links von der Mitte verschoben war oder, dass die Sonne über den weißen Streifen hinaus in die hellblauen Streifen hineinragte. 1826 tauchte zum ersten Mal der Name República Argentina (Republik Argentinien) auf; vorher wurde ausschließlich von den Provincias Unidas del Rio de la Plata (Vereinigten Provinzen des Río de la Plata) gesprochen.

Flagge Argentiniens um 1840

Seit 1828 trat Juan Manuel de Rosas als Befehlshaber der Landbevölkerung und Führer der Föderalisten im Kampf gegen die Fraktion der sogenannten Unitarier auf. Im Dezember 1829 wurde er Gouverneur von Buenos Aires. Im März 1835 wurde er abermals zum Gouverneur und Generalkapitän gewählt. Zeitweilig ließ sich Rosas außerordentliche Gewalt übertragen und erhielt damit faktisch die Gewalt eines Diktators. Rosas hasste die hellblaue Farbe, weil sie von den Unitariern verwendet wurde, und deshalb wurde seit seiner Machtübernahme ein dunklerer Farbton verwendet. 1836 wurde die Flagge durch vier Jakobinermützen auf Stäben in den Ecken ergänzt. Wenig später wurden die Stäbe durch Pfeile ersetzt und rote Sonnenstrahlen der Sonne hinzugefügt. Ab 1840 wurde die Sonne vollständig rot dargestellt. Weil Rosas die Unabhängigkeit Uruguays nicht anerkennen wollte, erklärten Frankreich, Großbritannien, Paraguay, Uruguay und Brasilien den Krieg gegen Rosas’ Argentinien. Nach dem verlorenen Krieg konnte sich Rosas nicht lange an der Macht halten, und so wurde seine Herrschaft durch den Unitarier Justo José de Urquiza 1853 beendet.
Die Argentinische Konföderation (Confederación Argentina ), die von Buenos Aires abgelehnt wurde, gab sich wieder die traditionelle hellblau-weiß-hellblaue Flagge. Aber auch das eigenständige Buenos Aires nutze diese Flagge. 1862 schloss sich Buenos Aires den anderen Provinzen wieder an. Um 1862 verschwanden dann mit dem Entstehen einer stärkeren Zentralgewalt in Argentinien nach und nach auch die Provinzflaggen.

Alternative Version der Flagge ohne Sonne

Durch ein Dekret des Präsidenten Julio Argentino Roca wurde ab 1884 die Flagge mit der Sonne auch an öffentlichen Gebäuden verwendet, sie war jetzt keine Kriegsflagge mehr. 1943 wurde dies durch ein Dekret bestätigt. Die Flagge ohne Sonne war jetzt für den Gebrauch durch die Bürger vorgesehen. Staatsflagge war ab jetzt die Flagge mit der Sonne. Seit 1985 dürfen auch die Bürger die Flagge mit der Sonne verwenden:
| Ley 23.208: […] tienen derecho a usar la Bandera Oficial de la Nación, el Gobierno Federal, los Gobiernos Provinciales y del Territorio Nacional de Tierra del Fuego, Antártida e Islas del Atlántico Sur, así como también los particulares, debiéndosele rendir siempre el condigno respeto y honor. | Übersetzung: Gesetz Nr. 23.208: […] das Recht die offizielle Flagge der Nation zu gebrauchen, haben die föderale Regierung, die Regierungen der Provinzen und des [damaligen] Nationalterritoriums Feuerland, Antarktis und Inseln im Südatlantik, sowie auch Einzelpersonen, wenn sie ihr immer angemessenen Respekt und Ehrerbietung zollen. |

## Beziehung der argentinischen Bevölkerung zu ihrer Flagge

Die argentinische Flagge bis zur Standardisierung 2010

Wie in vielen anderen ehemaligen Kolonien europäischer Staaten hat die argentinische Flagge eine besondere Bedeutung für die Bevölkerung. Die Vorfahren der großen Mehrheit der Argentinier stammen nicht ursprünglich von den Ureinwohnern ab, sondern kamen aus meist europäischen Staaten (nach offiziellen Statistiken etwa 90 % der heutigen Bevölkerung). In Argentinien sind besonders stark die Ursprungsländer Spanien (29 %) und Italien (36 %) vertreten, aber auch Einwanderer aus Frankreich, Großbritannien und Deutschland stellen einen relativ großen Anteil.
Dadurch, dass die Einwohner unterschiedliche kulturelle Hintergründe haben, spielen die nationale Symbole eine besonders starke Rolle für die Identifikation mit der Heimat Argentinien. Besonders die Hymne und die Flagge sprechen die nationalen Gefühle der meisten Argentinier an.
In der Schule zeigt sich besonders, wie stark die Flagge als einigendes Band für diese noch relativ junge Nation wirkt. So ist die Flagge bei jedem schulischen Akt präsent. Sie wird vom so genannten „Abanderado“ (Fahnenträger) getragen. Dieser ist meist der beste Schüler der jeweiligen Schule, und dieses Amt gilt nicht nur deswegen als besondere Auszeichnung. An allen privaten und staatlichen Schulen wird jeden Morgen die Flagge unter Beisein aller Schüler gehisst und abends wieder eingeholt.
Am 20. Juni eines jeden Jahres, dem „Tag der Flagge“, geloben die Schüler der vierten Klasse Loyalität gegenüber der Flagge und der argentinischen Nation mit den Worten:
| Niños, la Bandera blanca y celeste -Dios sea loado-- no ha sido atada jamás al carro triunfal de ningún vencedor de la tierra. Niños.- esa Bandera gloriosa representa a la Patria de los Argentinos. Prometáis rendirle vuestro más sincero y respetuoso homenaje, quererla con amor inmenso y formarle, desde la aurora de la vida un culto fervoroso e imborrable en vuestros corazones; preparándoos desde la escuela para practicar a su tiempo, con toda pureza y honestidad, las nobles virtudes inherentes a la ciudadanía, estudiar con empeño la historia de nuestro país y la de sus grandes benefactores a fin de seguir sus huellas luminosas y a fin también de honrar la Bandera y de que no se amortigüe jamás en vuestras almas el delicado y generoso sentimiento de amor a la Patria. En una palabra: prometéis lo que esté en las medidas de vuestras fuerzas que la Bandera Argentina flamee por siempre sobra nuestras murallas y fortalezas, en lo alto de los mástiles de nuestras naves y a la cabeza de nuestras legiones y para que el honor sea su aliento, la gloria su aureola, la justicia su empresa. Los niños siempre en posición de „firmes“, contestarán: „Sí, prometo“ | Übersetzung: Kinder, die hellblau-weiße Flagge wurde gottlob noch niemals an den Siegeswagen eines irdischen Siegers gebunden. Kinder, diese glorreiche Flagge repräsentiert das Vaterland der Argentinier. Versprecht Ihr, ihr Eure aufrichtigste und respektvollste Ehrerbietung zu bezeugen, sie mit großer Liebe zu lieben und sie von Anbeginn des Lebens mit eifriger und unauslöschlicher Verehrung in Euren Herzen zu tragen; Ihr werdet mit Beginn der Schule vorbereitet, zu gegebener Zeit mit aller Reinheit und Ehrlichkeit, die noblen Tugenden, die der Staatsangehörigkeit innewohnen, zu praktizieren, mit Eifer die Geschichte unseres Landes und ihrer Wohltäter zu studieren, um in ihre leuchtenden Fußstapfen zu treten und um auch die Flagge zu ehren und damit niemals in Euren Seelen das zarte und großzügige Gefühl der Vaterlandsliebe sterbe. In einem Wort: Gelobt Ihr, dass Ihr alles, was in Eurer Macht steht, tun werdet, damit die argentinische Flagge für immer über unseren Mauern und Festungen und hoch an den Masten unserer Schiffe und vor unseren Legionen wehen werde und dass die Ehre ihr Atem, der Ruhm ihre Aureole und die Gerechtigkeit ihr Wahlspruch sei. Die während dieses Versprechens stillstehenden Kinder antworten: „Ja, ich verspreche.“ |

Dem Versprechen schließt sich das Singen der Nationalhymne Himno Nacional Argentino an.
So wird jedem Argentinier schon von Kindesbeinen an beigebracht, die Flagge und das Vaterland, das sie repräsentiert, zu ehren und zu lieben.

## Einfluss der argentinischen Flagge auf die Flaggen anderer Staaten
Nach den Marineeinsätzen unter dem französischstämmigen, argentinischen Kommandanten Louis Michel Aury (andere Schreibweise: Luis Aury) wurde die argentinische Flagge zum Vorbild für die blau-weiß-blaue Flagge des ersten unabhängigen Staates in Zentralamerika, der 1818 gegründet wurde und sich auf der Insel Providencia vor der Ostküste des heutigen Nicaraguas befand. Dieser Staat existierte bis etwa 1821, bevor Großkolumbien die Kontrolle über diese Inseln übernahm. Etwas später (1823) war diese Flagge wiederum das Vorbild für die Flagge der Zentralamerikanischen Konföderation (Provincias Unidas del Centro de América), einen Staatenbund der mittelamerikanischen Staaten Guatemala, Honduras, El Salvador, Nicaragua und Costa Rica, der von 1823 bis 1838 bestand. Daher wirkt die argentinische Flagge auch heute noch in der Flagge Guatemalas, der Flagge von Honduras, der Flagge El Salvadors, der Flagge Nicaraguas und der Flagge Costa Ricas weiter.
|                                    | Flagge der Zentralamerikanischen Konföderation | Flagge Guatemalas | Flagge Honduras’ | Flagge El Salvadors | Flagge Nicaraguas | Flagge Costa Ricas |
| Zentralamerikanische Konföderation | Flagge der Zentralamerikanischen Konföderation | Flagge Guatemalas | Flagge Honduras’ | Flagge El Salvadors | Flagge Nicaraguas | Flagge Costa Ricas |

Auch in Chile wurde die argentinische Flagge während des Unabhängigkeitskrieges verwendet, so zum Beispiel in der Schlacht von Chacabuco.

Flagge Artigas’

Die erste Flagge der Republik Östlich des Uruguay (kurz Uruguay; República Oriental del Uruguay) war der heutigen Flagge der Provinz Entre Ríos sehr ähnlich, nur das Blau war, um sich von Argentinien zu unterscheiden, etwas dunkler. Diese Flagge wird Flagge Artigas’ genannt. Die heutige Flagge ist zwar etwas anders gestaltet, die blauen und weißen Streifen und die Maisonne weisen aber noch auf die gemeinsame Geschichte mit Argentinien hin.

## Tag der argentinischen Flagge
Seit einem am 8. Juni 1938 von Präsident Roberto María Ortiz verabschiedeten Gesetz ist der 20. Juni (Todestag von Manuel Belgrano) eines jeden Jahres der Tag der Flagge (Día de la Bandera). An diesem Tag finden im ganzen Land Feierlichkeiten zu Ehren der Flagge und Manuel Belgranos statt. Viele Argentinier heften sich kleine Schleifen in den Farben der Flagge an, hängen die Flagge aus dem Fenster und in den Schulen schwören die Schüler Loyalität zur Flagge.
Am Tag der Flagge im Jahre 1957 wurde das Nationale Denkmal der Argentinischen Flagge (Monumento Nacional a la Bandera) in Rosario vom damaligen De-facto-Präsidenten Pedro Eugenio Aramburu eingeweiht. Seitdem finden an diesem Monument die zentralen Feierlichkeiten zu Ehren der argentinischen Flagge statt.
Der Tag der argentinischen Kokarde ist der 18. Mai.

## Trivia

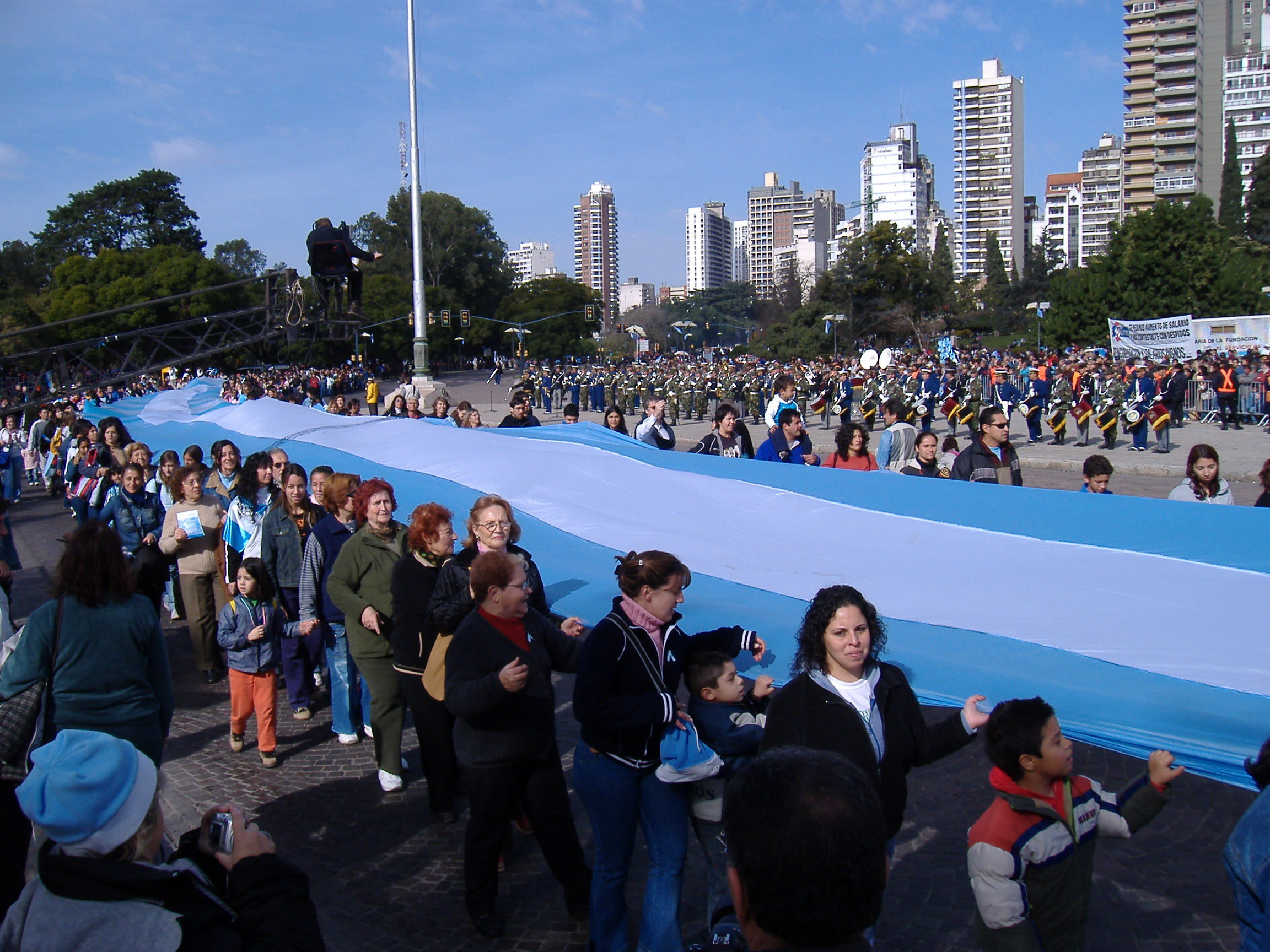
Die längste Flagge der Welt

- Ein Gesetz legt fest, dass die Sonne bei Flaggen für besonders repräsentative Zwecke gestickt sein muss und dass Vorder- und Rückseite nicht spiegelverkehrt sein dürfen, d. h., die geflammten Strahlen müssen auf beiden Seiten auf die gleiche Weise gebogen sein.
- Die wahrscheinlich teuerste Flagge Argentiniens ist nur wenige Quadratzentimeter groß und besteht aus Diamanten, Saphiren und Platin. (Bild: members.fortunecity.com (Memento vom 24. Juli 2004 im Internet Archive)). Diese wertvolle Brosche gehörte der Ehefrau des früheren Präsidenten Argentiniens Juan Domingo Peróns, Eva Perón oder kurz Evita, die durch ihr Engagement für niedrige soziale Schichten geliebt wurde. Die Brosche wurde 1998 für 900.000 US-Dollar bei Christie’s versteigert.
- Am Tag der argentinischen Flagge 2001 wurde eine 3.500 Meter lange Flagge von den anwesenden Menschen getragen. 2005 hat die Alta en el Cielo (Hoch im Himmel) genannte Flagge eine Länge von 10.000 Metern erreicht und ist damit die längste Flagge der Welt.

## Argentiniens Flagge in der Musik
Es gibt auch Lieder und Märsche, die der argentinischen Flagge gewidmet sind. Am bekanntesten ist der Marsch Mi Bandera:
Mi Bandera

Musik: Juan Imbroisi

Link zur MIDI-Datei (Memento vom 11. März 2016 im Internet Archive)

(Bitte Urheberrechte beachten)
| Mi Bandera Aquí está la bandera idolatrada, la enseña que Belgrano nos legó, cuando triste la Patria esclavizada con valor sus vínculos rompió.                  | Meine Flagge Hier ist die so innig geliebte Flagge, das Zeichen, das uns Belgrano hinterließ, als das Vaterland traurig versklavt war hat sie mit Mut ihre Verbindungen getrennt.       |
| Aquí está la bandera esplendorosa que al mundo con sus triunfos admiró, cuando altiva en la lucha y victoriosa la cima de los Andes escaló.                      | Hier ist die strahlende Flagge die die Welt mit ihren Siegen überraschte, als sie stolz im Kampf und siegesreich die Gipfel der Anden erklomm.                                          |
| Aquí está la bandera que un día en la batalla tremoló triunfal y, llena de orgullo y bizarría, a San Lorenzo se dirigió inmortal.                                | Hier ist die Flagge die an einem Tag in der Schlacht triumphierend gehisst wurde und voll mit stolz und mutig, sich an San Lorenzo unsterblich wandte.                                  |
| Aquí está, como el cielo refulgente, ostentando sublime majestad, después de haber cruzado el Continente, exclamando a su paso: ¡Libertad! ¡Libertad! ¡Libertad! | Hier ist sie, wie der strahlende Himmel, zeigt überragende Majestäthaftigkeit, nachdem sie den Kontinent durchquert hat, bei jedem Schritt proklamierend: Freiheit! Freiheit! Freiheit! |

Erstaufführung: 1906, Text: 1859 von Juan Chassaing (1838–1864), Musik: Juan Imbroisi (1866–1942).
Weitere Musikstücke, die der Flagge gewidmet sind, sind der Marsch La Bandera von G.J. García, das Lied Saludo a la Bandera von Leopoldo Corretjer, Canción a la Bandera aus der Oper Aurora von Hector Panizza (Text von H. C. Quesada und L. Illica) sowie Bandera de mi Nación von Julio C. Navarro.
Darüber hinaus gibt es Gedichte, die der Flagge gewidmet sind und das traditionelle Versprechen der argentinischen Schüler am Tag der Flagge.

## Offizielle Farben der Flagge
Die offiziellen Farben der argentinischen Flagge sind:
| Offizielle Farben (Pantone) | Web:     | RGB             | RGB            | RGB              | RGB         |
| Offizielle Farben (Pantone) | Web:     | 252-191-73      | 117-170-219    | 132-53-17        | 255-255-255 |
| Offizielle Farben (Pantone) | Web:     | RGB Hexadezimal |                |                  |             |
| Offizielle Farben (Pantone) | Web:     | FCBF49          | 75AADB         | 843511           | FFFFFF      |
| Offizielle Farben (Pantone) | Stoff:   | 14-1064TC       | 16-4132TC      | 18-1441TC        |             |
| Offizielle Farben (Pantone) | Grafik:  | 1235C oder 116U | 284C oder 284U | 1685C oder 1675U |             |
| Offizielle Farben (Pantone) | Plastik: | Q03021          | Q30041         | Q12024           |             |

## Flaggen der argentinischen Provinzen
In Argentinien gibt es keine durchgängige Tradition der Provinzen eine Flagge zu führen. Die meisten Provinzen haben erst seit kurzem eine Flagge. Ein Wappen besitzt hingegen jede Provinz.
| Name der Provinz            | Lage der Provinz                      | Flagge                          | Seiten- verhältnis | Flagge in Gebrauch seit*                              | Kommentare |
| --------------------------- | ------------------------------------- | ------------------------------- | ------------------ | ----------------------------------------------------- | --- |
| Autonome Stadt Buenos Aires | Lage der Autonomen Stadt Buenos Aires | Flagge der Stadt Buenos Aires   | 11:17              | 1980 (Wappen geht zurück auf das Jahr 1580)           | Die Flagge wurde zum 400-jährigen Gründungsjubiläum der Stadt durch Juan de Garay eingeführt. Man sieht sie aber wesentlich seltener als das Stadtwappen. Die Flagge zeigt einen Adler, der von seinen Kindern umgeben ist. Der Adler stammt aus dem Wappen der Habsburger, zu denen Kaiser Karl V. gehörte. Buenos Aires wurde 1536 durch Spanien gegründet und Karl V. war zu dieser Zeit spanischer König Als Symbol des Kolonialismus und des Monarchismus ist es nicht unumstritten. |
| Buenos Aires                | Lage der Provinz Buenos Aires         | Flagge der Provinz Buenos Aires | 2:3                | 1997                                                  | Die Flagge war der Gewinnerbeitrag eines Wettbewerbs, an dem 270.000 Jugendlichen im Alter zwischen 12 und 18 teilnahmen. Die vier besten der insgesamt 81.525 Vorschläge wurden 1997 zur Wahl gestellt. Eine der Bedingungen im Wettbewerb war es, dass die Flagge der Provinz nicht der Nationalflagge ähneln sollte. Die Farben der Flagge haben folgende Symbolik: Grün für die Felder der Region, blau für die Flüsse, das Meer und den Himmel, rot für den Föderalismus, gelb für die Fruchtbarkeit. Der Lorbeerkranz steht für den Ruhm der Provinz Buenos Aires, das Zahnrad steht für die industrielle Produktion und die Sonnenblume für die landwirtschaftlichen Erträge. |
| Catamarca                   | Lage der Provinz Catamarca            | Flagge der Provinz Catamarca    | 6:11               | 2011                                                  | Catamarca war die letzte Provinz Argentiniens, die sich eine Flagge gab. Die Flagge teilt sich in drei Felder und ist von einem goldenen Rand umgeben, der den Reichtum des kulturellen Erbes der Provinz symbolisiert. Die obere Hälfte ist himmelblau weiß, die den Himmel, die Nationalflagge und den Umhang Marias symbolisiert. In der unteren Hälfte befindet sich ein blutroter Streifen der „die Mixtur unseres Blutes“ repräsentiert. Im Zentrum befindet sich die Sonne der argentinischen Nationalflagge, die von der Inkasonne inspiriert ist, gesäumt von Olivenzweigen mit 16 Blättern, die alle Departamentos de Provinz repräsentieren. |
| Chaco                       | Lage der Provinz Chaco                | Flagge der Provinz Chaco        | 2:3                | 2007                                                  | Nachdem die Kritik an der Vorgänger-Flagge aus dem Jahre 1995 sehr groß war und sie daher praktisch nicht verwendet wurde, wurde am 19. September 2007 diese neue Flagge verabschiedet. Das Design der Flagge zeigt die Symbolik, die die Provinz Chaco identifiziert. Sie zeigt auf einem grün-weiß-hellblauen Dreifarb in der Mitte die Sonne der argentinischen Nationalflagge und darunter einen Holzpflug, der von 25 Sternen, die die 25 Departamentos repräsentieren, umkreist wird. Die Farben weiß und hellblau erinnern an die Nationalflagge und gleichzeitig an die im Chaco angebaute Baumwolle (weiß), die Flüsse der Provinz (blau) und an die fruchtbaren Böden der Provinz (grün). |
| Chubut                      | Lage der Provinz Chubut               | Flagge der Provinz Chubut       | 1:2                | 2004                                                  | Am 21. Dezember 2004 wurde ein Gesetz verabschiedet, welches den Gewinnerbeitrag des von der Regierung veranstalteten Wettbewerbs zur Provinzflagge erhob. Das Gesetz beschreibt die neue Flagge wie folgt: In der Mitte der Flagge ist ein Zahnrad abgebildet, welches die industrielle Produktion symbolisiert. Hinter dem Zahnrad und darüber befindet sich eine aufgehende Sonne, deren 15 Strahlen die 15 Departamentos der Provinz repräsentieren. Unter der aufgehenden Sonne befinden sich die identifizierenden Attribute des Provinzwappens: der Staudamm Florentino Ameghino und ein Weizenhalm. Diese Symbole befinden sich auf einem hellblauen Grund, welcher von drei Linien durchbrochen wird. In der Mitte eine gelbe Linie, welche die Flüsse, insbesondere den Río Chubut repräsentiert. Die obere weiße Zickzack-Linie repräsentiert die Gebirgszüge der Anden, die untere weiße Wellen-Linie repräsentiert die Wogen des Atlantik. |
| Córdoba                     | Lage der Provinz Córdoba              | Flagge der Provinz Córdoba      | 11:17              | 2010                                                  | Im Jahre 2010 wurde eine neue Flagge für die Provinz Córdoba verabschiedet. Der Entwurf ging aus einem Wettbewerb hervor. Die Flagge hat drei vertikale Streifen in den Farben rot-weiß-blau. Der weiße Streifen zeigt die Silhouette einer „Jesuitensonne“ mit 16 geraden und 16 gebogenen Strahlen. |
| Corrientes                  | Lage der Provinz Corrientes           | Flagge Corrientes'              | 2:3                | 1986 (geht zurück auf eine Flagge von 1823)           | Für Corrientes lassen sich Provinz-Flaggen seit Januar 1815 nachweisen. Die erste war hellblau-rot-weiß. Ab Februar 1815 lassen sich Variationen der Nationalflagge finden. Ab 1822 wurde eine hellblau-weiß-hellblaue Flagge mit dem Provinzwappen in der Mitte verwendet. 1823 wurde das Wappen durch ein Dreieck am linken Rand ersetzt. Ab 1860 wurde diese Flagge aber nur noch äußerst selten verwendet. 1986 wurde die aktuelle Flagge offiziell eingeführt. Sie gleicht der Flagge aus dem Jahr 1823, führt aber zusätzlich das Provinzwappen und den Wahlspruch Patria, Libertad y Constitución (Vaterland, Freiheit und Verfassung) in der Mitte. |
| Entre Ríos                  | Lage der Provinz Entre Ríos           | Flagge Entre Rios’              | 1:2                | 1987 (geht zurück auf eine Flagge von 1814)           | Die Flagge Entre Rios’ geht zurück auf die Flagge der Liga Federal (Föderative Liga), die am 1814 von José Gervasio Artigas, dem Gründer des heutigen Uruguay, geschaffen wurde (siehe auch: Flagge Uruguays). Diese Flagge war von 1815 bis 1821 und 1824 in Gebrauch. Danach hatte die Provinz bis 1833 keine eigene Flagge, bis eine dreistreifige Flagge eingeführt wurde, die bis etwa 1853 gültig war. Sie war vertikal unterteilt; links war die Flagge identisch mit der Nationalflagge und rechts war sie rot-weiß-rot. Diese Flagge wurde jedoch wenig genutzt. 1987 wurde die alte Flagge aus dem Jahr 1815 zur offiziellen Provinzflagge. |
| Formosa                     | Lage der Provinz Formosa              | Flagge Formosas                 | 6:11               | 1991                                                  | Diese Flagge ging als Gewinnerbeitrag aus einem Wettbewerb hervor. Die Lorbeerblätter symbolisieren den Wendekreis des Steinbocks, das weiße Dreieck die Kegelform Südamerikas, die neun Sterne die neun Departamentos der Provinz. Die Farben hellblau und weiß entstammen der Nationalflagge. |
| Jujuy                       | Lage der Provinz Jujuy                | Flagge Jujuys                   | 5:4                | 1960 (geht zurück auf eine Fahne Manuel Belgranos)    | Die 1960 verabschiedete Flagge geht auf die am 25. Juli 1812 von Manuel Belgrano gehisste weiße Fahne mit dem Siegel der Souveränen Versammlung zurück. Das Original befindet sich heute im Gouverneurspalast in San Salvador de Jujuy. |
| La Pampa                    | Lage der Provinz La Pampa             | Flagge La Pampas                | 9:14               | 1993                                                  | Die 1993 verabschiedete Flagge der Provinz ist mit der Nationalflagge identisch und führt in der Mitte das Provinzwappen. Der Entwurf stammte von Luis Alberto Galceran. |
| La Rioja                    | Lage der Provinz La Rioja             | Flagge La Riojas                | 9:14               | 1986                                                  | Zu Beginn des 19. Jahrhunderts war La Rioja Teil der Provinz Córdoba. Daher wurde keine eigene Flagge geführt. Erst 1986 wurde eine eigene Flagge verabschiedet. Sie hat zwei horizontale Streifen, der obere weiß und der untere blau. Auf diesen Streifen liegt diagonal ein von links unten aufsteigender roter Balken. In der Mitte befinden sich zwei Lorbeerzweige, die mit ihren Blüten die 18 Departamentos der Provinz symbolisieren. |
| Mendoza                     | Lage der Provinz Mendoza              | Flagge Mendozas                 | 5:4                | 1992 (geht zurück auf eine Fahne José de San Martíns) | Die 1992 verabschiedete Flagge ist eine identische Reproduktion der Fahne der Anden-Armee des südamerikanischen Freiheitskämpfers José de San Martín, die dieser in den Jahren 1817 und 1818 verwendete. Die Flagge hat zwei horizontale Streifen (weiß und hellblau), auf der sich in der Mitte das Siegel der Regierung befindet. |
| Misiones                    | Lage der Provinz Misiones             | Flagge Misiones'                | 2:3                | 1992 (geht zurück auf eine Fahne von 1815)            | Die seit 1992 offizielle Flagge hat drei horizontale Streifen in den Farben blau, rot und weiß. Sie geht zurück auf eine Fahne, die 1815 von José Gervasio Artigas, dem Gründer des heutigen Uruguay, an den damaligen Regierungschef der Provinz Misiones, Andrés Guazurary (= Andresito Artigas), übergeben wurde. Andresito benutzte die Flagge in mehreren Schlachten bis in das Jahr 1819, als die Provinz von den Portugiesen erobert wurde. Nach der Rückeroberung war sie bis 1832 in Gebrauch, als Misiones in der Provinz Corrientes aufging. |
| Neuquén                     | Lage der Provinz Neuquén              | Flagge Neuquéns                 | 4:5                | 1989                                                  | Die Flagge ist in drei vertikale Streifen geteilt, die offiziell in den Farben der Nationalflagge hellblau-weiß-hellblau gehalten sind, de facto aber in den Farben blau-weiß-blau verwendet wird. In der Mitte befindet sich die Silhouette des Pehuén oder Araucaria, eines typischen Baums der Provinz. Hinter dem Baum befindet sich der Volcán Lanín. Umrahmt werden der Baum und der Vulkan unten von einem zentralen roten Stern, der die Föderation repräsentiert, grünen Blättern zu beiden Seiten und oben von 16 gelben Sternen, welche die 16 Departamentos der Provinz repräsentieren. |
| Río Negro                   | Lage der Provinz Río Negro            | Flagge Río Negros               | 2:3                | 2009                                                  | Die Flagge Río Negro ist als Gewinnerbeitrag aus einem Wettbewerb mit 164 abgegebenen Vorschlägen hervorgegangen. Die Flagge ist blau-weiß-grün mit einem schwarzen Flaggenfeld („Gösch“) im linken oberen Eck, das in einem Kreis 13 weiße Sterne zeigt. Die 13 Sterne symbolisieren die 13 Departamentos. Der obere blaue Streifen repräsentiert die Gerechtigkeit sowie die Seen, Flüsse und Bewässerungskanäle der Provinz, der mittlere weiße Streifen die Menge aller Farben und die untere grüne Streifen die Hoffnung und den Reichtum der Erde und ihrer landwirtschaftlichen Nutzung. Das Schwarz des Flaggenfeldes repräsentiert den Río Negro, den „schwarzen Fluss“. |
| Salta                       | Lage der Provinz Salta                | Flagge Saltas                   | 5:7                | 1997                                                  | Die Flagge ist als Gewinnerbeitrag aus einem Wettbewerb mit mehr als 4000 abgegebenen Vorschlägen hervorgegangen. Die Flagge vereinigt die Elemente, die Salta repräsentieren: Das Wappen der Provinz (in der Mitte der Flagge), der saltenische Poncho (das rote Tuch mit den schwarzen Streifen), und die 23 Departamentos (23 goldene Sterne). |
| San Juan                    | Lage der Provinz San Juan             | Flagge San Juans                | 9:14               | 1997                                                  | Die Flagge ist inspiriert von der Fahne der Anden-Armee, basiert aber auf der dreistreifigen Nationalflagge und zeigt das Provinzwappen in der Mitte gekrönt von der Inkasonne mit 19 Strahlen für die 19 Departamentos. Unter dem Wappen steht En Unión y Libertad (In Gemeinschaft und Freiheit). Die Rückseite der Flagge zeigt in der Mitte eine Sonne ohne Gesicht mit 32 geraden Strahlen. (Die links abgebildete Flagge ist eine nicht ganz korrekte Rekonstruktion.) |
| San Luis                    | Lage der Provinz San Luis             | Flagge San Luis’                | 2:3                | 1988                                                  | Die Flagge zeigt das Provinzwappen auf weißem Grund. Das Wappen (1939) zeigt eine typische Landschaft der Provinz mit heute in der Provinz ausgestorbenen Tieren (Venados oder Pampashirsche) vor vier Bergen, über denen eine Sonne scheint. |
| Santa Cruz                  | Lage der Provinz Santa Cruz           | Flagge Santa Cruz’              | 2:3                | 2000                                                  | Die Flagge ist der Gewinnerbeitrag eines Wettbewerbs mit 149 Teilnehmern. Die Flagge zeigt auf hellblauen Grund die aufgehende Sonne in der Mitte, die halbkreisförmig den Berg Fitz Roy (auch Chaltén genannt) umgibt, über den am Nachtfirmament das Kreuz des Südens steht. Im unteren Teil der Flagge sind die Wellen des Atlantiks symbolisch dargestellt. |
| Santa Fe                    | Lage der Provinz Santa Fe             | Flagge Santa Fes                | 1:2                | 1986 (geht zurück auf eine Flagge von 1822)           | Als erste Flagge der Provinz wurde 1815 die Flagge Entre Rios’ gehisst, weil José Gervasio Artigas, der Gründer des heutigen Uruguay, die Macht in der Provinz übernahm. 1821 wurde eine neue Flagge in Gebrauch genommen, die dem Dreistreif der Nationalflagge glich, aber ohne die Sonne in der Mitte und mit jeweils einem, mit der Spitze nach innen gerichteten, roten Dreieck an den Seiten. Der Vorläufer der heutigen Flagge wurde 1822 eingeführt. Sie hat drei vertikale Streifen in den Farben Rot, Weiß und Hellblau. Im weißen Streifen befindet sich ein gelbes Oval mit Inschrift Provincia Invencible de Santa Fe (Unbesiegbare Provinz Santa Fe), in dem sich die Waffen befinden, über denen einen aufgehende Sonne erstrahlt. Die Flagge wurde wahrscheinlich ab 1890 nicht mehr gebraucht und erst hundert Jahre später wieder offiziell eingeführt.                                                                               |
| Santiago del Estero         | Lage der Provinz Santiago del Estero  | Flagge Santiago del Esteros     | 2:5                | 1986                                                  | Die Flagge wurde 1986 auf Initiative des Provinzabgeordneten Dario Augusto Moreno verabschiedet. Sie zeigt drei vertikale Streifen in den Farben der Nationalflagge hellblau-weiß-hellblau. Auf dem weißen Streifen befindet sich ein roter Streifen, in dessen Mitte auf einer goldenen Sonne ein rotes Jakobskreuz abgebildet ist. Die Sonne hat 8 gerade und 8 geflammte Strahlen. |
| Tierra del Fuego            | Lage der Provinz Tierra del Fuego     | Flagge Tierra del Fuego         | 27:40              | 1999                                                  | Die Flagge ging als Gewinnerbeitrag aus einem Wettbewerb hervor. Sie zeigt eine orange-blaue Fahne, die diagonal absteigend durch einen stilisierten weißen Albatros geteilt wird. Im rechten oberen (blauen) Feld ist das Kreuz des Südens abgebildet. |
| Tucumán                     | Lage der Provinz Tucumán              | Flagge Tucumán                  | 9:14               | 2010                                                  | Die Farben der neuen Flagge von 13. April 2010 sind die invertierten Farben der argentinische Flagge und entsprechen der sogenannten Bandera de Macha. Diese Fahne wurde von den Truppen Manuel Belgranos in zwei Schlachten im Jahre 1816 benutzt. Die aktuelle Flagge ersetzt die vorherige Flagge Tucumáns, die aufgrund ihrer christlichen Symbolik im Jahre 2008 wieder abgeschafft wurde. |

* Hiermit ist der Gebrauch in der aktuellen Form gemeint. Viele Provinzen hatten auch schon sehr viel früher Flaggen, die dann aber oft über Jahrzehnte nicht im Gebrauch waren.